# Mauro Núñez
Mauro Núñez Cáceres (Villa Serrano, 15 de enero de 1902 - Sucre, 11 de octubre de 1973) fue un músico y charanguista boliviano, considerado como el «padre del folklor» de su país.

## Biografía
En 1914 se trasladó con su familia a la ciudad de Sucre (capital de Bolivia), donde inicialmente aprendió artes plásticas con la familia Palacios y comenzó su afición por la escultura; fue el tiempo en que comenzó, de manera autodidacta, a cultivar el charango. En 1920 cumplió con su servicio militar. En 1931 se trasladó a la ciudad de La Paz y se incorporó a la Compañía de Teatro «Tiwanaku», de Wenceslao Monroy, donde actuó como músico y coreógrafo, y pintó los decorados; con este elenco hizo viajes a Perú y Ecuador. 
Luego de esta experiencia se mudó a Lima (Perú), donde siguió con el teatro e hizo esculturas en miniatura. Allí vivió trabajó durante veinte años. Luego se trasladó a la ciudad de Buenos Aires (Argentina) durante los prósperos años del Gobierno de Juan Domingo Perón, donde hizo de artista múltiple además de hacer radio.
Tocó el charango en festivales en todo el país, e hizo una presentación de música folclórica boliviana en el prestigioso Teatro Colón ―algo impensado en épocas anteriores, en que ese teatro solamente presentaba obras europeas―. Tras el golpe de Estado de 1955, en que Perón fue expulsado de Argentina, Mauro Núñez, como otros miles de sus compatriotas expatriados en Argentina, retornó a Bolivia.
En Sucre, tras treinta años de ausencia, fue declarado «Hijo Predilecto de Chuquisaca». Se desempeñó como profesor de artes folklóricas y de charango en la Escuela de Música Simeón Roncal. En 1957 grabó su primer long play en la empresa discográfica Méndez, con versiones de charango acompañado por el piano. Fue el período en que de manera sistemática fabricó charangos que fueron destinados a entidades oficiales y a embajadas de distintos países.
Según apuntes de Juan Manuel Torrez Rojas, Mauro Núñez fabricó charangos de distintos tamaños y formó un cuarteto clásico de cuerdas, fabricando cuatro charangos de distintos timbres y dimensiones, tal como ocurre con los instrumentos de arco. Lo mencionado hace referencia a la familia de los charangos: charango ch’ila, el charango mediano o normal, y el machu charango (hoy conocido como ronroco) y el requinto. Enseñó la técnica del manejo de estos instrumentos; existen grabaciones que abonan el resultado de tales innovaciones que el artista calificaba como «charangología».
Probó con muy buen resultado un instrumento de doble factura, que era a la vez charango y pinkillu. Logró insertar un pinkillu en la diapasón del charango, haciendo coincidir los orificios con la entrastadura, de tal modo que podía en su caso servir como aerófono y como cordófono, caso único en la organografía universal. Fue nominado como ‘El obispo del charango’ en el festival Folklórico de Salta, Argentina.
Pasó gran parte de su vida tratando de darle el nivel de instrumento de concierto al charango, objetivo que pese a las circunstancias sociales de ese entonces, logró consolidar en el ocaso de su vida artística, aspecto que hoy en día en todo el mundo se conoce al charango no solamente por sus cualidades sonoras de acompañamiento, sino también por sus cualidades y posibilidades en el aspecto solista de concierto.
Como compositor tiene más de cuarenta creaciones, entre ellas: Canción y huayño (huayño); July July palomita (motivo chuquisaqueño); El arriero (huayño); Chuquisaqueñita (huayño); Taruquitas (huayño); Poncho ponchito (huayño); Fantasía para quenas (motivo chuquisaqueño); El chapaqueño (huayño).
Innovaciones de Mauro Núñez
- La familia de los charangos
- La Káratiña (bombo con una cuerda, que sirve de bajo para acompañar especialmente a los charangos).
- Construyó instrumentos únicos, sobre la base de la fusión de dos, es el ejemplo de la unión del charango con el pinkillo.

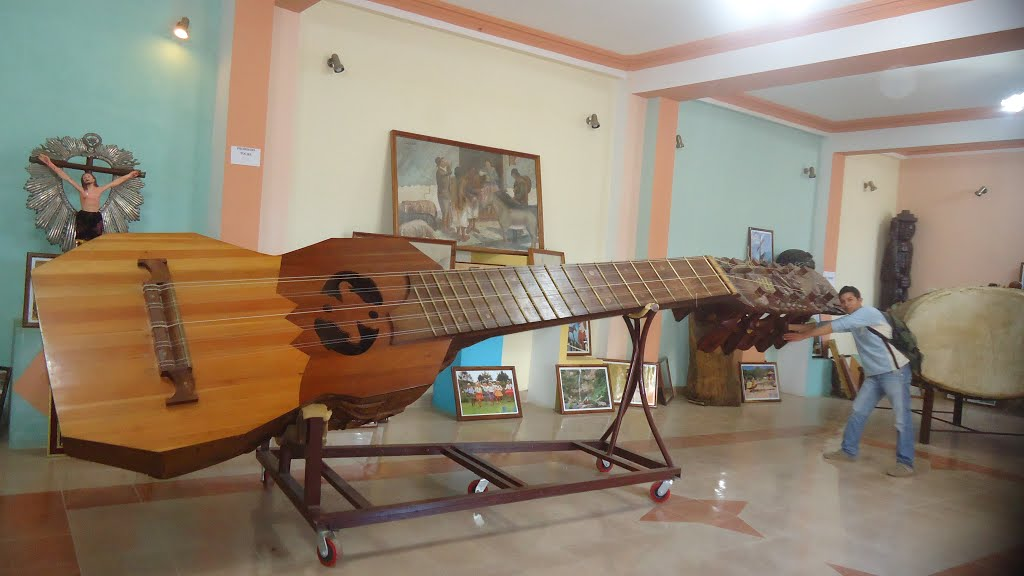
Charango más grande del mundo ubicado en el museo "Mauro Núñez" en Villa Serrano, Departamento de Chuquisaca, Bolivia.

## Legado
Gracias a Mauro Núñez el charango hoy en día es conocido como un instrumento de acompañamiento y como instrumento solista de concierto. La identificación de este artista con el instrumento mencionado es tal, que en su pueblo natal (Villa Serrano), se ha fabricado el charango más grande del mundo, el cual se encuentra en el museo dedicado a él, en donde junto al mismo se encuentran muchas de sus obras artísticas de pintura y escultura.
Así mismo, muchas de las obras creadas por Mauro Núñez, se encuentran en muchas iglesias e instituciones de la ciudad de Sucre, las cuales creó por encargo de las autoridades de ese entonces.
Mauro Núñez ha sido uno de los más grandes artistas bolivianos, por su multifacética actividad creativa, y fue nombrado como PADRE DEL FOLCLORE BOLIVIANO por su valiosa contribución al mismo, ya que gracias a él la música boliviana y en especial el charango tiene el tinte con el que hoy se le conoce en todo el mundo, tanto es así que en Bolivia el "15 de enero" se celebra el "Día nacional del Charango Boliviano" recordando el nacimiento de Mauro Núñez.
En los años sesenta, se creó la Escuela Nacional de Folklore Mauro Núñez Cáceres en su nombre. Esta institución desde entonces se ha dedicado a la formación de músicos en diferentes ramas, como en charangos, guitarras, quenas y sikus.
En los años setenta, dentro de la escuela se funda la orquesta de la escuela nacional de folklore Mauro Nuñez, orquesta fundada por el director Freddy Bustillos Vallejo, esta orquesta está conformada por estudiantes y profesores de la institución así como exmiembros de la escuela.

## Homenaje
Matilde Casazola le dedicó un poema que en una de sus partes dice:

"Ah Don Mauro

tu sonrisa cabal

tu talla de árbol

tus manos trabajadas en piedra y sueño,

todo queda dormida allá

en tu escondido pueblo.

Pero ahora formas parte tú

de esa caravana

que ronda y ronda nuestras paredes

concedidas por un tiempo mortal.

Estás más aquí de los relojes

y tocas mi aire suavemente,

cobrizo embrujador de los charangos".